# Daucus carota
Daucus carota és una planta de la família de les apiàcies d'on surt la pastanaga, que també rep els noms de bastanaga, carrota, carlota o safanòria.

## Particularitats
És una planta biennal conreada com anual de la qual es consumeix l'arrel. Les pastanagues silvestres són plantes autòctones i molt comunes als països de la Mediterrània. Conreades des de l'antiguitat, els holandesos al segle xvii en seleccionaren les varietats de color ataronjat i vermellós (abans eren negres o violades).
A les Illes Balears fan servir 'pastanaga' morada (variants vulgars 'bastenaga', 'mastenaga') per a designar la nova varietat de color ataronjat i mantenen 'safanòria' ([səfənnáɾi] a Mallorca, [səfənnέ̞ɾi] a Felanitx), per a referir-se a la varietat morada.
A tota l'Illa de Mallorca, excepte Felanitx, s'empra el nom de 'pastanagó' (terme acceptat pel DIEC actualment) per a designar l'hortalissa, mentre que el terme 'pastanaga' s'assigna a la variant morada.
A la Catalunya del Nord i al nord-oest dels Pirineus catalans s'empra la forma 'carrota'.
D'altra banda, per a designar aquesta mateixa hortalissa, en el català oriental s'utilitza actualment majoritàriament el terme 'pastanaga' (variant vulgar 'bastonaga') i en català Occidental sobretot 'safanòria' ([safɾanɔ́ɾiɛ] a Ll., Urgell, [safɾanɔ́ɾia] a Tortosa a [səfɾənáɾiə] a Gir., Reus, Valls, [səfəɾnáɾiə] a Tarr., estafanòria a la Costa Brava).
El català oriental central ha fet una ampliació semàntica del mot patrimonial 'pastanaga' per a designar totes les variants. Originàriament, amb aqueixa forma es designava una varietat silvestre que s'usava com a past per a animals (i d'ací deriva el seu nom). En llatí es deia 'pastināca', i en castellà encara es preserva la forma 'pastinaca', fidel a l'ètim llatí, per a designar una altra hortalissa: la 'xirivia'. És una altra mostra dels encreuaments nominals entre llengües. En valencià la forma 'pastanaga', encara que no és habitual, tampoc no és estranya: ja la feu servir Jaume March en el 'Diccionari de rims' (1371), i encara actualment manté una certa vitalitat, ni que sigui residual, en algunes comarques, sota la forma 'pastenaga' (forma etimològica derivada del llatí PASTĪNĀCA, que ben aviat es va substituir a la resta de territoris per la variant assimilada 'pastanaga').
El Diccionari normatiu valencià, reserva la forma 'carlota' per a la varietat ataronjada, i 'safanòria', per a la de pell morada.

## Daucus carota o Daucus carota L. subsp. carota
La pastanaga de vegades pot confondre's amb una xirivia com és el cas de la pastanaga borda, bufanaga o pastenaga borda (Daucus carota L. subsp. carota) que n'és la raça silvestre d'arrel prima i blanquinosa, puix que quasi no acumula carotens ni antocians, al contrari de la pastanaga taronja o la morada. Aquesta planta silvestre molt comuna en prats i ermots ha originat, per selecció, la pastanaga cultivada, en totes les seves varietats. La planta salvatge es considera de la subespècie carota, per la qual cosa el seu nom científic és Daucus carota L. subsp. carota, a diferència de la planta cultivada, que simplement s'anomena Daucus carota.
S'usa en la cuina valenciana per a fer diversos brous, atesa la seva valor aromàtica.

## Descripció morfològica

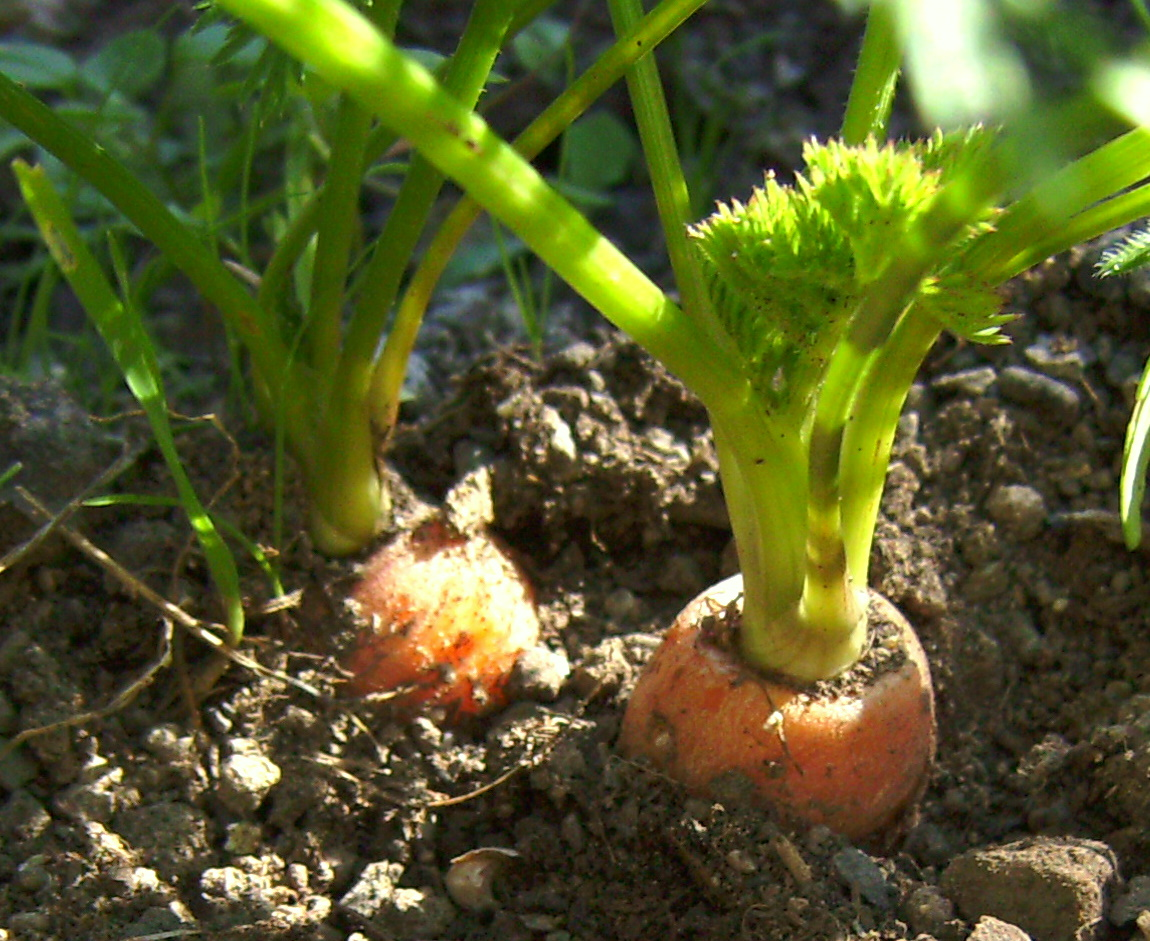
Pastanagues del cultivar Nantesa que mostren la tija sota les fulles. La tija és només el disc, que en aquesta imatge està envoltat per un cercle de terra, immediatament per sota de les fulles.

És una planta herbàcia i tubercle biennal, de 30 a 80 cm d'alçària, de fulles bipinnatisectes, de flors blanques o roses, disposades en umbel·les compostes, i de fruits en diaqueni, aculeats. Hi ha formes de conreu (ssp sativus), de d'arrel axonomorfa, gruixuda i de color ataronjat, la qual és mengívola i molt nutritiva. La pastanaga borda (ssp carota), d'arrel prima i blanquinosa, es fa en herbassars, guarets i terrenys incultes, a tot Europa. Floreix durant la primavera i l'estiu.
L'arrel és mengívola i molt nutritiva, conté carotens (sobretot beta-carotè), fibra i sucre. És gruixuda i allargada, generalment cònica, de més o menys longitud segons la varietat. La tija està reduïda a un disc per sota del lloc d'inserció de les fulles i per sobre de l'hipocòtil. L'arrel està formada per l'hipocòtil i l'arrel primària. Normalment pesen entre 100-150 grams i fan entre 15–17 cm però hi ha varietats que poden arribar fins a 20 cm de llarg. Són de color taronja, encara que en podem trobar de blanques, vermelles, grogues o morades.
Varietats:
- Primerenca: Banjo, Presto F1
- Tardana: de Colmar (cònica), de Tilquer (cilíndrica), Fedora F1
- Orientals: originàries de l'Àsia central, solen ser de color púrpura pels pigments d'antocianina o grogues, i tot sovint bifurcades.

## Cultiu

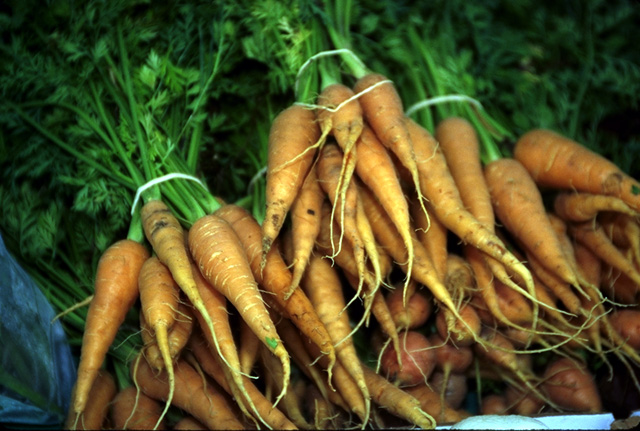
Pastanagues

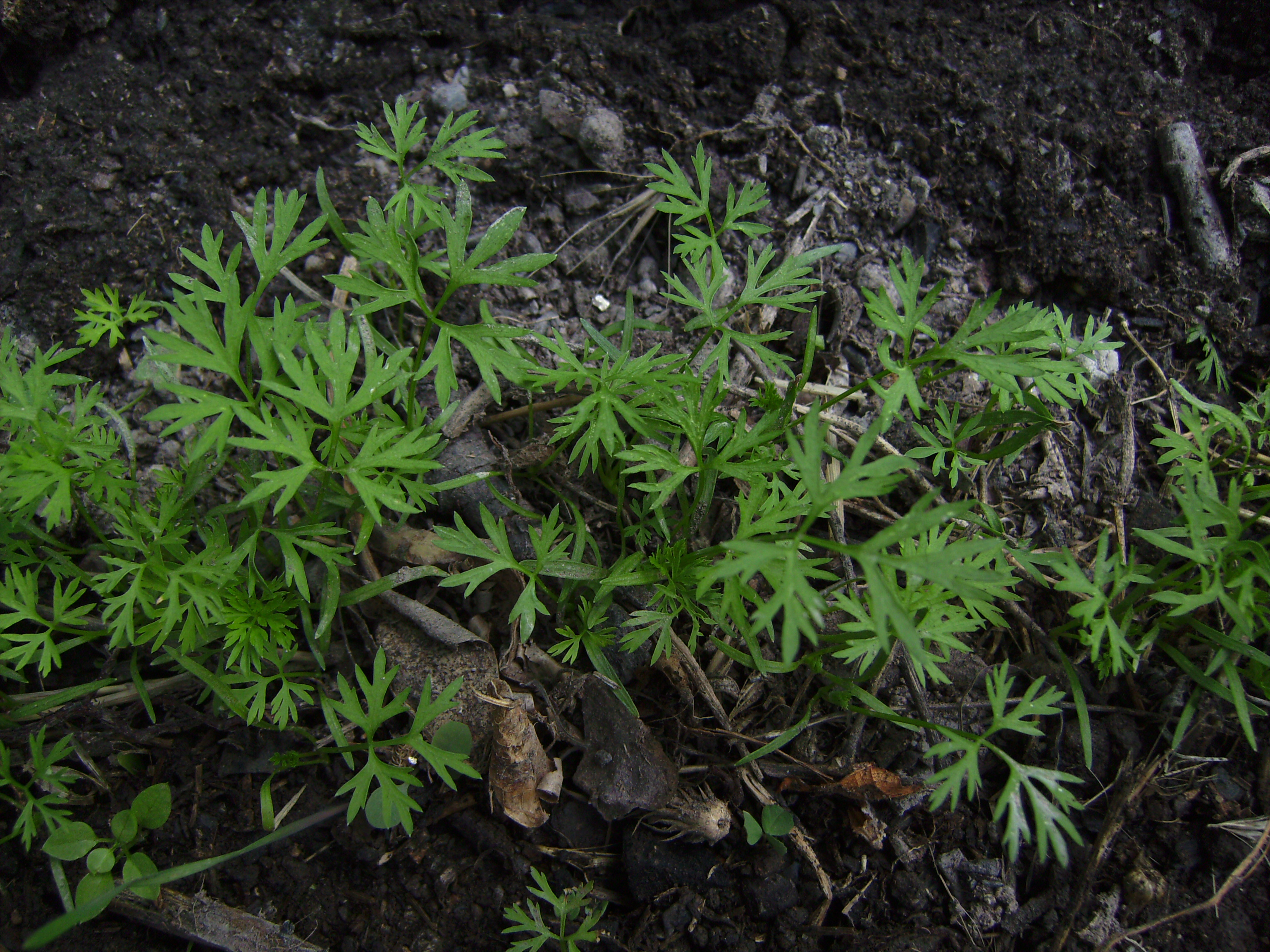
Plàntules de pastanaga un mes després de la sembra i abans d'aclarir-les

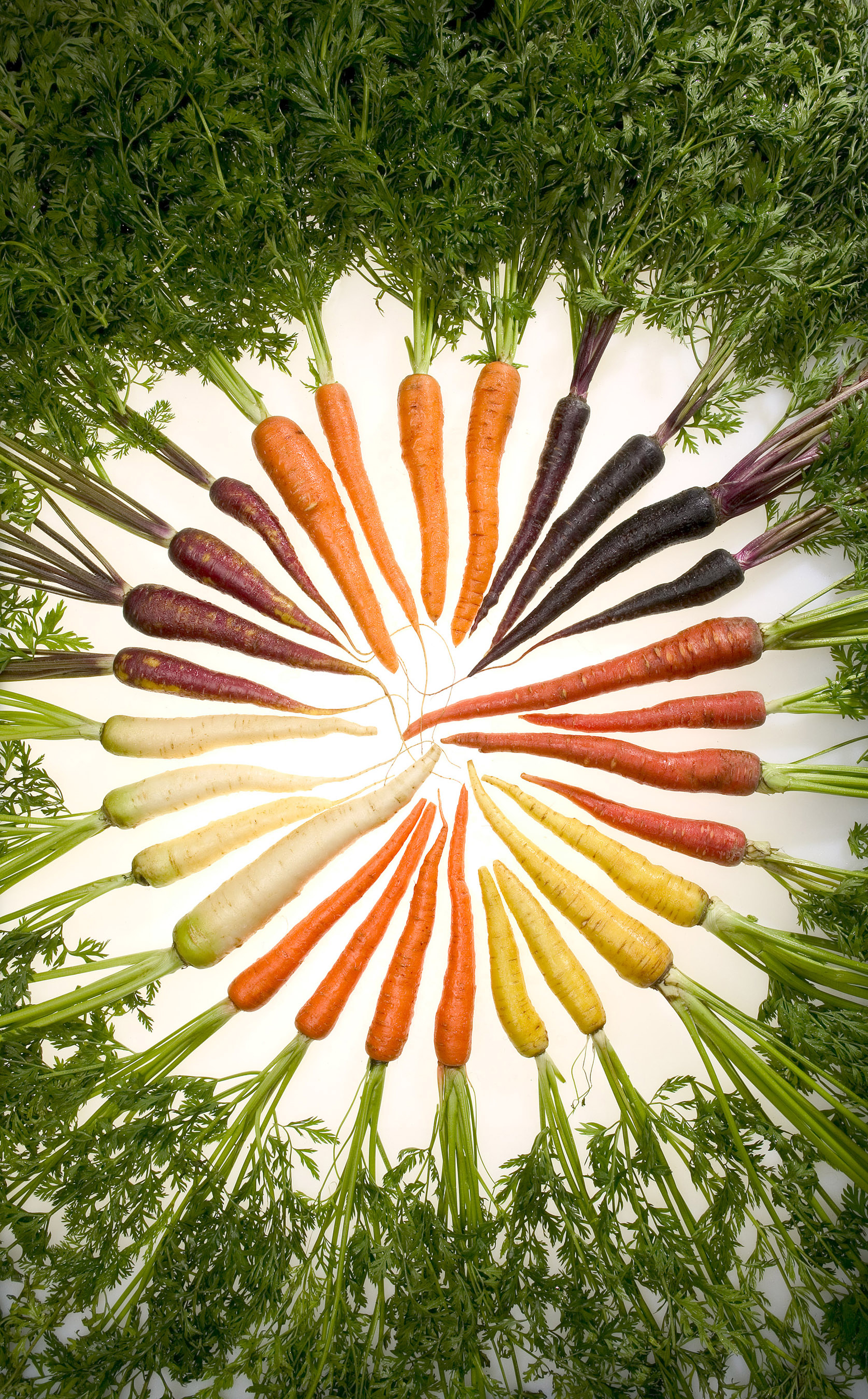
Pastanagues de diversos colors.

Accepta una gran varietat de climes.
La germinació és difícil, ja que moltes llavors no són viables i el procés és molt lent. Necessiten ser desherbades de forma eficaç atès que les plàntules es desenvolupen inicialment a poc a poc. Són conreades en regadiu en horts o bé com conreu extensiu. El seu cultiu natural és tardà (d'abril a juliol Mediterrani), i s'hi solen utilitzar les varietats llargues i semi – llargues. Per cultiu primerenc forçat amb hivernacle a partir de 12 °C s'utilitzen les varietats precoces i rodones. Temperatures prolongades inferiors als 12 °C produeixen arrels més llargues, primes i pàl·lides.
Es cullen al cap de tres mesos. Cal evitar deixar-les més temps, perquè tornen fibroses.
Els calen terres ben llaurades, flonges i sorrenques per tal que l'arrel creixí adequadament. Per les varietats llargues el sòl ha de ser profund i no hi poden haver pedres. Si el sòl és pedregós o argilós, s'hi pot plantar varietats curtes, com que sinó poden produir la divisió de l'arrel.
No accepta terres molt àcides, el seu pH òptim és entre 6 i 6.5. La proporció de fertilitzant que millor l'escau és 1-2-2, amb especial atenció al potassi.
L'adob s'ha de posar la tardor anterior, completat lleugerament abans del sembrat, repetint-se quan la planta faci 10 i 15 cm d'alçada. No accepta fem fresc, i si n'hi ha un excés les arrels es bifurquen.
El plantat es realitza en fileres separades de 20 cm, i dins cadascuna, les plantes disten de 8 a 10 cm. Les llavors s'enterren a 1 cm de fondària, cobertes per compost lleuger que cal mantenir humit fins que broti. Els primers brots apareixen als 10 dies.
El reg ha de mantenir la terra humida, però no xopa, reduint la humitat cap al final del cultiu per evitar que l'arrel es trenqui. Cal mantenir la terra lliure de males herbes.
Una vegada collides es conserven bé en llocs ben ventilats, foscos i secs. Tradicionalment s'han conservat a l'exterior, tallant les fulles i fent piles cobertes primer de palla i després de torba.
Se sol rotar amb alfals i d'altres lleguminoses, cultius de petit gra o cebes, espinacs o blat de moro, però s'ha d'evitar la rotació amb api, julivert o remolatxa que incrementen la tramesa de malalties en el sòl.

## Plagues
La plaga més devastadora és la mosca de la pastanaga. L'insecte diposita els ous en el terra, dels que neixen larves que s'endinsen i en mengen les arrels fins a matar la planta. Abans del sembrat es solia tractar el terra amb lindà (hexaclorociclohexà); pesticida prohibit des que es va demostrar la seva toxicitat el 1991. El tractament sobre les plantes es realitza amb polvoritzacions de bromofos, un insecticida organofosforat.
També l'ataquen llimacs, grills, algun lepidòpter i l'oïdi, que es tracta amb sofre. La podridura negra la produeix el fong stemphylium radicinum que enfosqueix les fulles matant-les i destrossant l'arrel.
Com a mesura cautelar, es recomana manipular les pastanagues de nit, quan les mosques no estan actives i no se senten atretes per la seva olor. Com a mesura de protecció s'intercala amb el cultiu de les cebes.

## Nutrició
Des del punt de vista nutritiu són importants per l'alt contingut en Betacarotè precursor de la vitamina A i són baixes en lípids i proteïna. També té vitamines B1, B2, PP i nombrosos elements minerals. Proporcionen una energia d'unes 40 calories per cada cent grams.

## Gastronomia
Les fulles es poden menjar en amanides o sopes. Normalment es menja l'arrel, en amanida, purés, guisats o sopes, crua o cuita. Amb la pastanaga es poden fer també dolços i pastissos: a Portugal, per exemple, hi ha un dolç molt popular que té la forma de la pastanaga i que està fet amb pastanaga ratllada, clara d'ou i sucre.